# Pacte Nacional pel Dret a Decidir
El Pacte Nacional pel Dret a Decidir és un pacte a favor del procés de l'exercici del dret a decidir i de la celebració d'una consulta sobre el futur polític de Catalunya format per la societat civil, les institucions més representatives del país, el món local i les forces polítiques.
La reunió constitutiva del pacte tingué lloc el 26 de juny de 2013 a l'auditori del Parlament de Catalunya i hi participaren una quarantena d'entitats. La presentació del manifest unitari tingué lloc el 16 de setembre de 2013 amb el suport de 800 entitats.

## Objectius i funcions
- Dur a terme una orientació general del procés per fer efectiva la consulta sobre el futur polític de Catalunya.
- Crear un espai de debat i diàleg permanent sobre el dret a decidir.
- Facilitar el debat democràtic que comporta l'exercici del dret a decidir, garantint que el dret a ser consultat comporti també el dret a defensar la posició que cadascú consideri més convenient.
- Recollir les propostes que emanin de la societat civil i dels seus agents i institucions per enriquir el procés de l'exercici del dret a decidir.
- Difondre i garantir els valors democràtics del dret a decidir com a expressió i fonament de la participació ciutadana directa en els afers col·lectius de gran transcendència.
- Garantir la participació i la coordinació dels diferents actors organitzats del país a favor del dret a decidir: entitats socials i ciutadanes independentment del seu objecte social; agents econòmics i socials; partits polítics, i institucions públiques.
- Fer pedagogia i explicar el dret a decidir i la celebració de la consulta; i proposar i impulsar els mecanismes i accions necessaris perquè el debat sobre el futur de Catalunya arribi arreu de la societat catalana i en garanteixi la participació ciutadana.

## Composició
El pacte està integrat per: entitats civils, cíviques, ciutadanes, culturals, econòmiques, sindicals, empresarials; el món local; els grups parlamentaris que han donat suport al dret a decidir, i el govern. També s'han constituït diversos pactes pel dret a decidir a escala local. Per exemple a Badalona, Sabadell, Terrassa, Girona, Reus i Sant Celoni.
Actualment el PNDD ha rebut 1.653 adhesions i entre les 54 entitats promotores hi ha: el Parlament de Catalunya, l'Institut d'Estudis Catalans, les diputacions de Catalunya, l'Ajuntament de Barcelona, l'Assemblea Nacional Catalana, Òmnium Cultural, Convergència i Unió, Esquerra Republicana de Catalunya, Iniciativa per Catalunya Verds - Esquerra Unida i Alternativa, Candidatura d'Unitat Popular, la Unió General de Treballadors, la Comissió Obrera Nacional de Catalunya, la Unió Sindical Obrera de Catalunya i la Intersindical-CSC.
Les cambres de comerç i organitzacions empresarials de Catalunya donaren suport al Pacte Nacional pel Dret a Decidir a través del Manifest del Far signat el 8 de maig de 2014 al Far de Sant Sebastià de Llafranc. Aquest manifest fou signat per les 13 cambres de comerç de Catalunya, a més de la CECOT, la Federació d'Empresaris de la Petita i Mitjana Empresa (FEPIME), l'Associació Multisectorial d'Empreses (AMEC), la Petita i Mitjana Empresa de Catalunya (PIMEC), FemCAT i la Federació d'Organitzacions Empresarials de Girona (FOEG).
El manifest consta de tres punts i estableix:
| « | 1. La nostra total adhesió al Pacte Nacional pel Dret a Decidir i el seu suport incondicional al procés endegat pel nostre Parlament, avalat per una àmplia majoria dels seus diputats, que ha de permetre que els nostres conciutadans puguin, lliurement i democràticament, expressar la seva voluntat sobre el futur del país. 2. El nostre compromís de respectar i fer costat a la decisió que prengui el poble de Catalunya, sigui quina sigui. 3. La nostra voluntat d'adaptar l'actuació de les nostres empreses a aquesta voluntat, de manera que puguem continuar contribuint al progrés i al benestar de la nostra societat. | » |

De cara a les eleccions al Parlament de Catalunya de 2015, els impulsors del Manifest del Far van fer públic un nou manifest mostrant el seu suport al dret a decidir i als resultats dels comicis.